# NGC 4997
NGC 4997 је елиптична галаксија у сазвежђу Девица која се налази на NGC листи објеката дубоког неба.
Деклинација објекта је - 16° 30' 55" а ректасцензија 13h 9m 51,6s. Привидна величина (магнитуда) објекта NGC 4997 износи 12,9 а фотографска магнитуда 13,9. NGC 4997 је још познат и под ознакама MCG -3-34-5, , PGC 45667.